# باریش آلپر ییلماز
باریش آلپر ییلماز (انگلیسی: Barış Alper Yılmaz؛ زادهٔ ۲۳ مهٔ ۲۰۰۰) بازیکن فوتبال اهل ترکیه است.
وی همچنین در تیم‌های ملی فوتبال زیر ۲۱ سال ترکیه و بزرگسالان ترکیه بازی کرده‌است.